# مات ديربيشاير
ماثيو أنتوني ديربيشاير (بالإنجليزية: Matt Derbyshire)‏، من مواليد 14 ابريل 1986 في بلاكبيرن في إنجلترا، لاعب كرة قدم إنجليزي.
بدأ مسيرته الكروية مع نادي بلاكبيرن روفرز في عام 2003، وهو يلعب لهم حتى الآن، وقد أعير في موسم 2005/2006 إلى نادي بليموث أرغيل، ولعب معهم 12 مباراة، وفي عام 2006 أعير إلى نادي وركسهام، ولعب معهم 16 مباراة وسجل 10 أهداف.

## روابط خارجية
- مات ديربيشاير على موقع قاعدة بيانات كرة القدم.إي يو (الإنجليزية)
- مات ديربيشاير على موقع Soccerbase.com (لاعب) (الإنجليزية)
- مات ديربيشاير على موقع Soccerway.com (الإنجليزية)
- مات ديربيشاير على موقع عالم كرة القدم.نت (الإنجليزية)
- مات ديربيشاير على موقع كووورة